# Priodesmus aurae
Priodesmus aurae är en mångfotingart som beskrevs av Christoph D. Schubart 1947. Priodesmus aurae ingår i släktet Priodesmus och familjen Chelodesmidae. Inga underarter finns listade i Catalogue of Life.